# Christian Andersen (fodboldtræner)
 Der er flere personer med dette navn, se Christian Andersen.
Christian Andersen (født 28. september 1944) er en dansk tidligere fodboldspiller og nu også tidligere træner i adskillige københavnske topklubber. Som spiller spillede han for B 1903 og opnåede to landskampe for Danmarks fodboldlandshold.
Christian Andersen har været meget i medierne, siden han i 1997 proklamerede, at han var "Danmarks Bedste Fodboldtræner". I 2008 var Christian Andersen part i en højt profileret retssag om bagvaskelse. Sagen udsprang af et TV-program i 2004, hvor Christian Andersen blev beskyldt for, på en social tur inden sæsonstart, at have haft et for højt alkoholforbrug og at have haft omgang med fremmede damer. Beskyldningerne kom fra den daværende bestyrelsesformand i FC København Flemming Østergaard og tidligere anfører Peter Nielsen. Peter Nørrelund og Carsten Werge fra TV3 Sporten var ansvarlige journalist/redaktør ifm. TV-udsendelsen. Flemming Østergaard, Peter Nørrelund og Carsten Werge fik dog oprejsning, idet de blev alle frikendt i sagen i Højesteret, efter at Christian Andersen havde vundet sagen i både Københavns Byret og i Landsretten.
Den 22. maj 2007 forlod han pga. et dårligt forår AB som både træner og sportschef. Christian Andersen var senest træner i BK Frem i 1. division i sæsonen 2009/2010. Christian Andersen forlod BK Frem efter klubben gik konkurs inden sæsonen 2010/2011.
Christian Andersen nåede at vinde DM to gange med B1903 i hhv. 1969 og 1970, inden han blev professionel i Belgien og Frankrig. Som træner lykkedes det ham at vinde bronze med Farum Boldklub (nu bedre kendt som FC Nordsjælland).
Ved udgangen af 2012 er Christian Andersen ikke længere involveret i dansk fodbold.